# Not That Kinda Girl
"Not That Kinda Girl" é uma música da cantora norte-americana de Pop/R&B JoJo, lançada em 15 de fevereiro de 2005 como terceiro e último single de seu álbum de estréia auto-intitulado, JoJo.
A canção foi composta por Neely Dinkins, B. Cola Pietro, Balewa Muhammad e Sylvester Jordan Jr. "Not That Kinda Girl" não foi lançado comercialmente nos Estados Unidos, onde não apareceu em nenhuma parada musical (exceto na ARC Weekly Top 40), assim como em outros países, entrando apenas nas paradas da Austrália e da Alemanha. JoJo não esteve disponível para divulgação do single por estar gravando o filme Aquamarine na Austrália.

## Videoclipe
O clipe foi dirigido pela equipe de Eric Williams e Randy Marshall, conhecidos como "Fat Cats", e foi filmado 1-4 Fevereiro 2005.  em Los Angeles. Estreou no programa TRL da MTV em 24 de março de 2005, e no 106 & Park da BET em 12 de abril de 2005. O conceito lida com os estereótipos de Hollywood e cultura de celebridades. Mesmo estando cercada, JoJo afirma que ela "não é o tipo de garota" que se perde na indústria. As participações no vídeo vão desde o coreógrafo Laurieann Gibson, do programa da MTV, "Making the Band", até os produtores Vincent Herbert e Da Internz, e o cantor de rock Maynard James Keenan como policial. Durante a primeira metade do vídeo, JoJo está em uma limusine passando por Silver Lake. A segunda metade apresenta JoJo fazendo cabelo e maquiagem, e ensaiando em um palco com os dançarinos. O vídeo termina com JoJo vestida com um casaco com capuz e ouvindo seu iPod, ela pega um ônibus que tem um anúncio de seu álbum de estréia na lateral.

## Singles
CD single Europeu
1. "Not That Kinda Girl"
2. "Not That Kinda Girl" (Mavix Remix)

Maxi single europeu e CD single Australiano
1. "Not That Kinda Girl" (Album Version)
2. "Not That Kinda Girl" (Mavix Remix)
3. "Not That Kinda Girl" (CPH Remix)
4. "Not That Kinda Girl" (Funky Angelz Remix)
5. "Not That Kinda Girl" (Video)

## Desempenho
| Parada (2005)            | Posição |
| ------------------------ | ------- |
| Australian Singles Chart | 52      |
| German Singles Chart     | 85      |

## Histórico de Lançamento
| Região         | Data                    | Formato                      | Gravadora           |
| -------------- | ----------------------- | ---------------------------- | ------------------- |
| Europa         | 15 de Fevereiro de 2005 | Contemporary hit radio       | Blackground Records |
| Austrália      | 20 de Abril de 2005     | CD single                    | Universal Music     |
| Estados Unidos | 1 de Maio de 2005       | - CD single - CD maxi single | Black Ocean         |